# 馬木インターチェンジ
馬木インターチェンジ（うまきインターチェンジ）とは、広島県東広島市西条町馬木にある東広島呉自動車道のインターチェンジである。

## 歴史
- 2007年（平成19年）11月3日：上三永IC - 馬木IC間開通に伴い、供用開始[1]。
- 2015年（平成27年）3月15日：馬木IC - 黒瀬IC間開通[1]。

## 周辺
- クリーヴランド

## 接続する道路

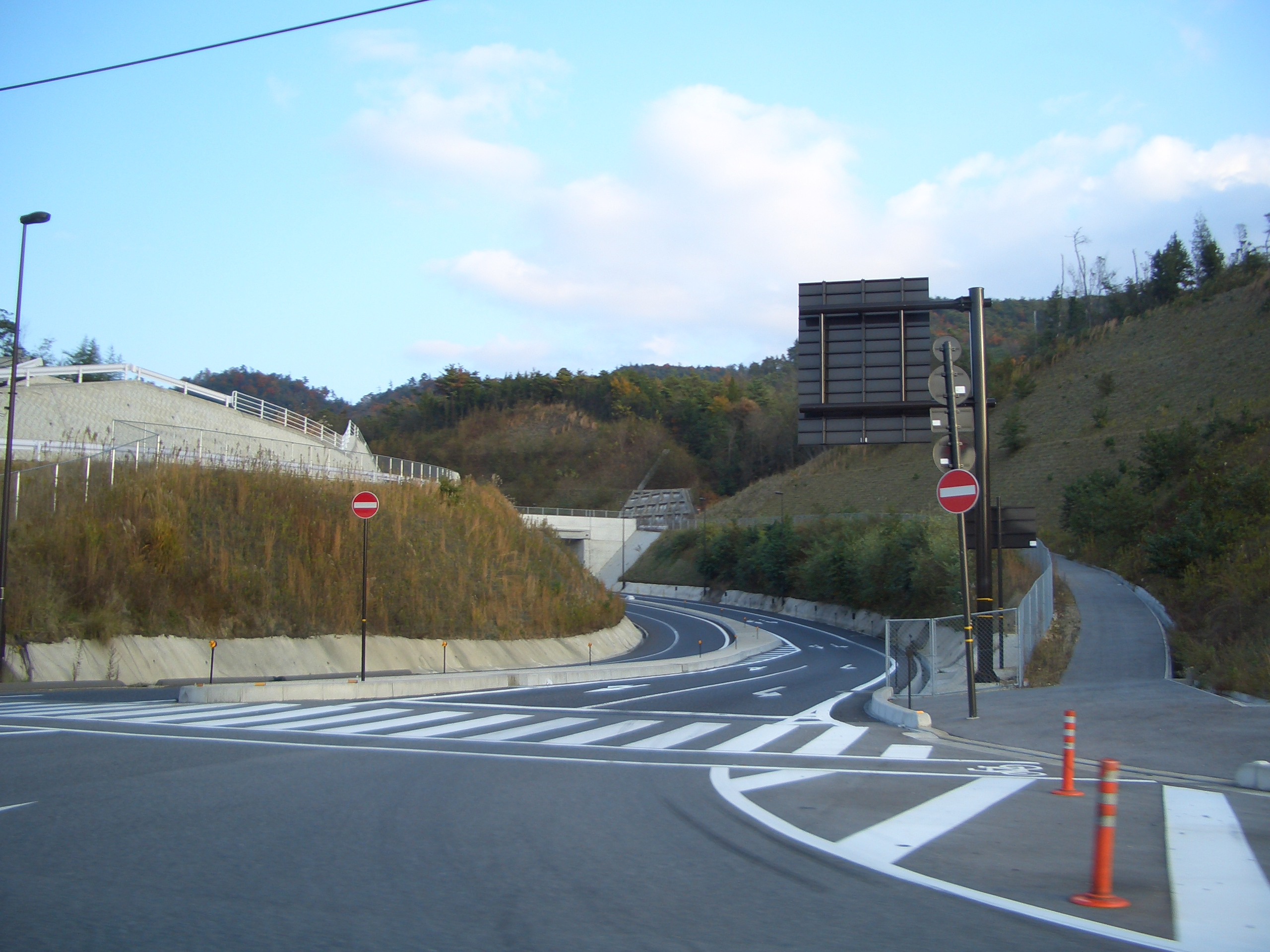
入口付近

- 直接接続
  - 国道375号
  - 広島県道67号馬木八本松線

## 料金所
国土交通省が管轄する無料区間の為、料金所は設置されていない。

## 隣
E75 東広島呉自動車道
(3)下三永福本IC - (4)馬木IC - (4-1)大多田IC - (5)黒瀬IC